# Kerki
Kerki es una ciudad y capital del distrito de Kerki, provincia de Lebap, Turkmenistán. Anteriormente era conocida como Zamm y, entre 1999 y 2017, Atamyrat. Está situada en una llanura en la margen izquierda del río Amu Daria.

## Etimología
Según Atanyyazow, el nombre Kerki es probablemente de origen persa, de ker («fortaleza») y kuh («montaña»), que significa «fortaleza en una montaña». Sin embargo, Muqaddasī y de Goeje afirman que es una pronunciación turkificada del nombre persa Karkuh (کرکوه), que significa «montaña sorda». El nombre antiguo, Zamm, es de origen desconocido.
El 29 de diciembre de 1999, mediante la resolución parlamentaria HM-60, la ciudad y el distrito de Kerki pasaron a llamarse Atamyrat en honor a Atamyrat Nyýazow, padre de Saparmyrat Nyýazow, que había trabajado en Kerki como maestro antes de ser asesinado en la Segunda Guerra Mundial. El 25 de noviembre de 2017, mediante la resolución parlamentaria n.° 679-V, Atamyrat cambió nuevamente el nombre a Kerki tanto para la ciudad como para el distrito.

## Demografía
Según estimación 2010 contaba con una población de 39 602 habitantes.